# فارنهام (كيبك)
فارنهام (بالإنجليزية: Farnham, Quebec)‏ هي بلدية محلية في كيبيك تقع في كندا في Brome-Missisquoi Regional County Municipality. يقدر عدد سكانها بـ 8,330 نسمة ومساحتها 94.10 كم2 .

## أعلام
- سيلفيان شارلبويس
- إتش إتش بينيت
- ويلفريد بورك